# Brandenburgs voetbalkampioenschap 1922/23
In 1922/23 werd het twaalfde voetbalkampioenschap gespeeld, dat georganiseerd werd door de Brandenburgse voetbalbond. 
Union Oberschöneweide werd kampioen en plaatste zich zo voor de eindronde om de Duitse landstitel. De club versloeg 1. FC Bielefelder Arminia en SpVgg Fürth en verloor in de finale van Hamburger SV

## Groepsfase

### Groep A
| Plaats | Club                        | Wed. | W  | G | V  | Saldo | Ptn.  |
| ------ | --------------------------- | ---- | -- | - | -- | ----- | ----- |
| 1.     | SC Union 06 Oberschöneweide | 18   | 13 | 2 | 3  | 52:13 | 28:8  |
| 2.     | Berliner FC Alemannia 1890  | 18   | 12 | 3 | 3  | 46:36 | 27:9  |
| 3.     | SV Norden-Nordwest Berlin   | 18   | 11 | 4 | 3  | 49:19 | 26:10 |
| 4.     | Potsdamer TuSU 1860         | 18   | 8  | 3 | 7  | 30:30 | 19:17 |
| 5.     | Berliner SV 92              | 18   | 7  | 3 | 8  | 40:45 | 17:19 |
| 6.     | Berliner TuFC Union 1892    | 18   | 5  | 6 | 7  | 37:27 | 16:20 |
| 7.     | BV 06 Luckenwalde           | 18   | 5  | 5 | 8  | 24:33 | 15:21 |
| 8.     | SC Wacker 04 Tegel          | 18   | 6  | 3 | 9  | 25:37 | 15:21 |
| 9.     | Spandauer SC 1899           | 18   | 4  | 2 | 12 | 24:59 | 7:29  |
| 10.    | BBC Brandenburg 92          | 18   | 1  | 5 | 12 | 26:54 | 7:29  |

|  | Geplaatst voor finale |
|  | Degradatie            |

### Groep B
| Plaats | Club                        | Wed. | W  | G | V  | Saldo | Ptn.  |
| ------ | --------------------------- | ---- | -- | - | -- | ----- | ----- |
| 1.     | Berliner FC Vorwärts 1890   | 18   | 12 | 2 | 4  | 47:19 | 26:10 |
| 2.     | Berliner TuFC Viktoria 1889 | 18   | 11 | 3 | 4  | 48:26 | 25:11 |
| 3.     | Spandauer SV                | 18   | 9  | 4 | 5  | 33:32 | 22:14 |
| 4.     | Berliner SC Minerva 93      | 18   | 8  | 1 | 9  | 43:39 | 17:19 |
| 5.     | Berliner FC Hertha 92       | 18   | 7  | 3 | 8  | 28:30 | 17:19 |
| 6.     | Weißenseer FC               | 18   | 7  | 3 | 8  | 31:47 | 17:19 |
| 7.     | VfB Pankow                  | 18   | 6  | 4 | 8  | 23:34 | 16:20 |
| 8.     | SC Union-SC Charlottenburg  | 18   | 4  | 6 | 8  | 37:35 | 14:22 |
| 9.     | Berliner FC Meteor 06       | 18   | 6  | 2 | 10 | 25:35 | 14:22 |
| 10.    | Berliner FC Preußen 1894    | 18   | 4  | 4 | 10 | 28:46 | 12:24 |

|  | Geplaatst voor finale |
|  | Degradatie            |

## Finale
| Team 1                | Uitslag  | Team 2          |
| --------------------- | -------- | --------------- |
| Union Oberschöneweide | 3:1, 1:1 | BFC Vorwärts 90 |